# Arabis kennedyae
Arabis kennedyae є видом квіткових рослин родини Brassicaceae. Є ендеміком Кіпру. Його природне місце існування — чагарникова рослинність середземноморського типу. Йому загрожує втрата середовища проживання.